# Cuisine minceur
La cuisine minceur est un genre de cuisine créé par le chef français Michel Guérard, qui recrée des versions plus légères des plats traditionnels de la nouvelle cuisine. Les critiques ont reconnu que les versions minceur de Guérard avaient meilleur goût et étaient moins rassasiantes que leurs originaux de la nouvelle cuisine.

## Histoire
Dans les années 1960, avec Paul Bocuse, Alain Chapel, et Jean et Pierre Troisgros, « Guérard était un pionnier de la nouvelle cuisine qui... a bouleversé la culture de la restauration... » Rompant avec les règles établies de longue date de la haute cuisine française, le groupe s'est « efforcé de faire en sorte que la nourriture ait l'apparence et le goût de ce dont elle est faite, qu'elle soit plus maigre, plus légère et plus lumineuse ».
En 1974, le chef Guérard arrive à Eugénie-les-Bains et, avec sa femme Christine Barthélémy, commence à rénover une station thermale qu'elle dirigeait et qui appartenait au beau-père de Guérard. Guérard commence à réfléchir à la façon dont il pourrait persuader les Parisiens de faire les 500 kilomètres qui les séparent de la station thermale et de son restaurant. Les spas étaient destinés à la santé et sa création - la cuisine minceur - est devenue l'avenue logique pour sa nouvelle forme de cuisine hypocalorique.
Guérard affirme avoir créé une « grande cuisine minceur » lorsqu'il s'est installé à Eugénie en 1974, une région où les patients atteints de maladies métaboliques utilisaient ses sources d'eau chaude. Guérard voulait une cuisine plus attrayante que les aliments de régime, mais pauvre en graisses, en sucre et en sel, disant qu'il avait « réalisé l'étendue du désespoir envers la nourriture » auquel les patients en surpoids de la station thermale étaient confrontés. Le 9 février 1976, la méthode a reçu une nouvelle attention dans la presse lorsque Guérard a fait la couverture du TIME avec sa caricature, et la ligne « La nouvelle loi gourmande : retenez le beurre ».